# Bounty (musikgrupp)
Bounty är ett danskt dansband och orkester som bildades 1991. Bandet har bland annat legat etta på Dansktoppen med "Når radioen spiller", som låg 15 veckor på listan.

## Diskografi
- 2003 – Når radioen spiller[3]
- 2005 – Amsterdam[4]